# 库尔瑟古勒
库尔瑟古勒（法語：Coursegoules，法語發音：[kuʁsəɡul]）是法国滨海阿尔卑斯省的一个市镇，位于该省中部偏南，属于格拉斯区。

## 地理
库尔瑟古勒（43°47'36"N, 7°2'38"E）面积40.98 平方千米，位于法国普罗旺斯-阿尔卑斯-蓝色海岸大区滨海阿尔卑斯省，该省份为法国东南部沿海省份，南濒地中海，西南至瓦尔省，西北接上普罗旺斯阿尔卑斯省，北部和东部与意大利接壤。
与库尔瑟古勒接壤的市镇（或旧市镇、城区）包括：贝佐丹莱萨尔普、孔塞居德、库尔姆、格雷奥利耶尔、普罗旺斯地区拉罗克、旺斯。

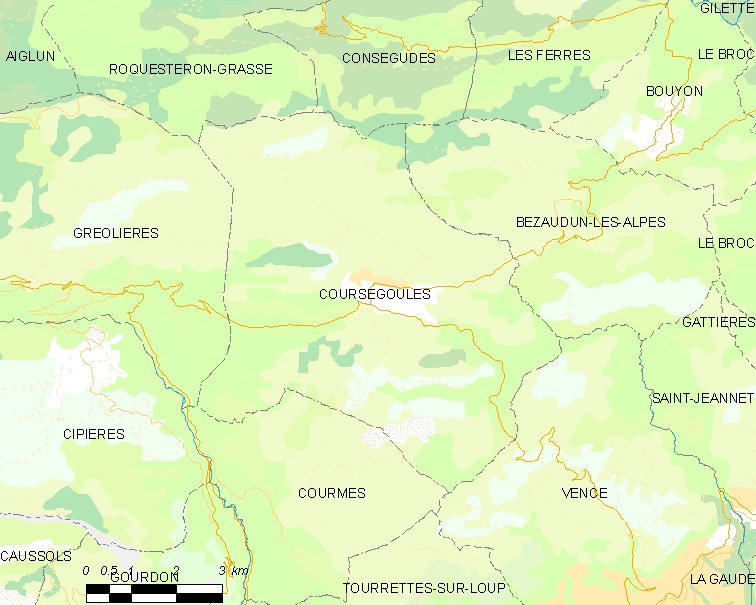
库尔瑟古勒的OSM定位图

库尔瑟古勒的时区为UTC+01:00、UTC+02:00（夏令时）。

## 行政
库尔瑟古勒的邮政编码为06140，INSEE市镇编码为06050。

## 政治
库尔瑟古勒所属的省级选区为旺斯县。

## 人口

1962-2008年间库尔瑟古勒人口变化图示

库尔瑟古勒于2022年1月1日时的人口数量为545人。